# Ботридериды
Ботридериды (лат. Bothrideridae) — семейство насекомых из отряда жесткокрылых.

## Описание
Это жуки мелких и средних размеров, в длину достигающие 1,4—12 мм. Тело овальной или сильно вытянутой формы. Формула лапок 4-4-4, а для представителей подсемейства Anommatinae 3-3-3. Усики 9—11 сегментные, булава обычно небольшая и состоит из 1—3 сегментов.

## Экология
Все Bothrideridae, к примеру Anommatinae, встречаются под брёвнами мёртвой или разлагающейся древесины, или же возле тех же брёвен в окружающей их опавшей листве, обычно ассоциируясь с живущими в этих местах насекомыми.
Личинки Teredinae и Xylariophilinae — мицетофаги. Личинки Xylariophiline питаются аскомицетовыми грибами, а личинки Teredinae питаются грибами растущих в проходах, в которых живут личинки плоскоходов (Platypodinae).